# Csender Levente
Csender Levente (Székelyudvarhely, 1977.–) József Attila-díjas író, pedagógus. 1991 óta él Magyarországon.

## Életpályája
Erdélyből származik, gyerekkorát Székelyudvarhelyen töltötte. Sokat időzött déd- és nagyszüleinél Oroszhegyen és a közeli erdőkben. 1991-ben, eredetileg csak látogatóba érkezett Magyarországra.
Már középiskolás korában is kapott diákíróként díjat a sárvári írótáborban – nyertes novelláját a Magyar Napló közölte. Majoros Sándor, aki a prózarovat vezetője volt, számos írását megjelentette, majd mikor összegyűlt egy kötetre való, a lap felajánlotta, hogy kiadják. Ettől kezdve ennél a kiadónál jelennek meg művei.
Felsőfokú tanulmányait a Pázmány Péter Katolikus Egyetemen végezte, 2005-ben diplomázott kommunikáció, illetve magyar nyelv és irodalom szakon.
Novellákat ír, számos magyarországi és határon túli folyóiratban publikál. Novellái angol, spanyol, szlovák és román nyelven is megjelennek, a Kossuth Rádió rádiószínházában is felhangzottak. 2016-ig hat önálló kötetét adták ki.
Írói tevékenysége mellett középiskolában magyartanárként tanít. A tehetséggondozást mindig prioritásként kezelte, ezért elvállata 2014–2016 között a balatonberényi Erzsébet-táborokban szervezett irodalmi táborok, illetve a Zánkán megrendezett Erzsébet Talentum Táborok irodalmi szekciójának szakmai vezetését. 2016-tól 2018-ig a Kárpát-medencei Tehetséggondozó Nonprofit Kft.-nél is dolgozott mentorként és oktatóként. Több alkalommal zsűrizett a sárvári diákíró és -költőtalálkozón.
Tagja a Magyar Írószövetségnek, amelyben 2013 óta a választmány döntése alapján a 6 tagú elnökség munkájában is részt vesz, illetve a szervezet íróiskolájának is tanára.

## Művei

### Önálló kötetek
- A különleges Meditittimó kalandjai. Mesék; 2. jav. kiad.; Fokusz Egyesület–Magyar Napló, Bp., 2019
- A különleges Meditittimó kalandjai. Mesék; ill. Szalontai Enikő; Fokusz Egyesület–Magyar Napló, Bp., 2018
- Örök utca; Előretolt Helyőrség Íróakadémia–Kárpát-medencei Tehetséggondozó Nonprofit Kft., Bp., 2017
- Egyszer majd el kell mondani. Válogatott és ráadás novellák; Magyar Napló, Bp., 2015

- Un dia habra che contarlo, spanyol nyelven (Silueta kiadó, Miami; ford.: Ferdinandy György, Maria Teresa Reyes, Sebastian Santos Petroff) 2014

- Murokszedők. Novellák; Magyar Napló, Bp., 2013
- Fordított zuhanás. Novellák; Magyar Napló, Bp., 2010
- Szűnőföldem. Elbeszélések, novellák; Magyar Napló, Bp., 2006
- Zsírnak való. Novellák; Magyar Napló, Bp., 2003

### Novellák

#### Folyóiratokban megjelent novellái
- Repülj madár, repülj, Irodalmi magazin, 2017. 1. szám
- Köpésnyire a múlttól, Magyar Napló, 2016. 10. szám
- Csörögefánk, Eső irodalmi folyóirat, 2015. 4. szám[12]
- Sasfióka, Székelyföld, 2015. 1. szám[13]
- Világítók, Eső Irodalmi Lap, 2014. 3. szám[14]
- Murokszedők, Irodalmi Jelen, 2013. 1. szám[15]
- Egyszer majd el kell mondani, Magyar Napló, 2013. 1. szám[16]
- Tenisz, Magyar Napló, 2012. 9. szám
- Előzetes, Magyar Napló, 2012. 7. szám
- A folt, Irodalmi Jelen, 2012.[17]
- Fény, Ózon, 2012. 5. szám
- Kőbánya blűűűz, Ózon, 2011. 1. szám
- Barbárok vagytok, emberek, Székelyföld, 2010. június[18]
- Görcs, Kortárs, 2010. június[19]
- A forradalom hőse, Magyar Napló, 2010. június[20]
- Födni ofszetlemezzel, Magyar Napló, 2010. április[21]
- Sanyi utazása, Székelyföld, 2007. február
- Keresés, Magyar Napló, 2006. december
- A réztehen gyermekei, Magyar Napló, 2006. március[22]
- Fehér Oltcit, Új Horizont, 2006. március
- Orvok árnyéka, Székelyföld, 2005. június
- A pusztulás örvénye, Irodalmi Jelen, Új Horizont, 2005. január; Szépirodalmi Figyelő, 2005. 2.
- Síró asszony, Magyar Napló, 2004. 5. szám
- Utolsó éjszakám, Székelyföld, 2004. július
- Szűnőföldem, Magyar Napló, 2003. 6. szám
- Talált bicska, Magyar Napló, 2003. október
- Borostyán, Magyar Napló, 2002. augusztus
- Zsírnak való, Magyar Napló, 2002. január; Serény Múmia, 2002; Vasárnap, Pozsony, 2004 december[23]
- Műanya, Orpheus, 1999. tél[24]
- Az Isten lába, Somogy 1997. augusztus
- Harmat és vér, Magyar Napló, 1997. május-június

#### Antológiák, amikben megjelentek novellái
- Az év novellái, sorozat, szerk. Bíró Gergely, Magyar Napló,

- - Zsírnak való; 2002.
- - Szűnőföldem; 2003.
- - Síró asszony; 2004.
- - Utolsó éjszakám; 2005.
- - Orvok árnyéka; 2006.
- - Keresés; 2007
- - Fordított zuhanás; 2010
- - Barbárok vagytok, emberek!; 2011
- - Kőbánya blűűűűz; 2012
- - A folt; 2013
- - Murokszedők; 2014
- - Világítók; 2015
- - Sasfióka; 2016.

- Körkép 2013, szerk. Király Levente, Magvető, 2013.[25]

- Előzetes
- Holdfogadkozás, a IV. Berzsenyi Írótábor antológiája, Kaposvár, szerk. Tari István, 1999.[26][27]

- Műanya
- Felező, a III. Berzsenyi Írótábor antológiája, Kaposvár, szerk. Kelemen Lajos, 1998.[27][28]

- Az Isten lába
- Köztéri mulatság, fiatal írók antológiája, szerk. Kovács Eszter, Fogarasi Zsolt, Palatinus, 1998.[29][30]

- Hat fekete kakóca
- Mindenek előtt, a II. Berzsenyi Írótábor antológiája, Kaposvár, szerk. Somogyi Gyula, 1997.[27][31]

- Árnyékos
- Harmat és vér

### Fordítások
- Gorgova – Gorgova – román fordítás, Accente magazin, 2016/33[32]
- Un dia habra che contarlo – spanyol fordítás, Silueta, Miami, 2014, fordította Ferdinandy György, María Teresa Reyes, Sebastian Santos Petroff
- Sanyi utazása – Sanovo cestovanie – szlovák ford., megj.: Pulz antológia, Literarny Klub, 2011.[33]
- Szűnőföldem – román fordítás, - megjelent: Tribuna magazin, Kolozsvár, 2005.
- Zsírnak való – Good for fat - angol fordítás, fordította Suvada Lívia

## Díjai, elismerései
- József Attila-díj (2017)[34]
- Könyv nívódíj - Magyar Művészeti Akadémia (2015)[35]
- Fiatal Művészeti Ösztöndíj - MMA Irodalmi Tagozat (2013)[36]
- Tokaji Írótábor kuratórium 2012. évi díja - 40. Tokai Írótábor (2012)[37]
- Alkotói ösztöndíj - Nemzeti Kulturális Alap (2011)
- Irodalmi ösztöndíj - Barankovics István Alapítvány (2009)[38]
- Alexandra Kiadó novellapályázatának első díjasa (2006)[39]
- Móricz Zsigmond-ösztöndíj (2005)[40]
- Az Irodalmi Jelen és az Erdélyi Magyar Írók Ligája által meghirdetett novellapályázat különdíja (2004)[41]
- A Magyar Írószövetség Prózai Szakosztályának Díja (2003)
- Aranydíj - próza kategória, XX. Diákírók és Diákköltők Országos Találkozója, Sárvár (1997)[42]

2013-ban és 2015-ben elnyerte a Nemzeti Kulturális Alap alkotói támogatását.